# Heinrich Vestring
Heinrich Vestring (auch Henricus oder Heinricus, Nachname auch latinisiert Vestringius, * 1562 in Ahaus; † 23. Märzjul. / 2. April 1650greg. in Tallinn) war ein aus Deutschland stammender Pastor und Pädagoge in Tallinn.

## Leben
Vestring studierte ab 1588 Evangelische Theologie an der Universität Rostock und erwarb dort 1594 den Magistergrad. 1596 oder 1597 kam er nach Reval und erhielt eine Anstellung an der Stadtschule, deren Rektor er 1600 wurde. 1608 wurde er Pastor an der Olaikirche, nachdem er dort bereits seit 1604 Diakon gewesen war. Auch an der Nikolaikirche wer er Diakon (seit 1603 bereits). Zusätzlich war er ab 1611 der erste Schulinspektor von Reval/Tallinn. Seit 1626 war er zudem Superintendent.
Der deutschbaltische Pastor Heinrich Vestring der Jüngere war sein Sohn, Johann Vestring, Pastor in Pärnu, war sein Enkel und Salomo Heinrich Vestring sein Urenkel.

## Tätigkeit
Neben seiner geistlichen Tätigkeit an diversen Tallinner Kirchen in verschiedenen Positionen ist sein Wirken im Schulwesen hervorzuheben. 1602 war der aufbrausende und mit jedem Streit anzettelnde Gerhard Sagittarius, „ein sehr kampfeslustiger Heißsporn und ein aufbrausender, wenig decenter Sittenlehrer“, vom Rat suspendiert worden, woraufhin er nach Deutschland zurückging. Vestring oblag es, das Schulsystem neu zu organisieren, wozu er eine Schulordnung entwarf, die anstelle der bisherigen drei Klassen fünf Klassen vorsah. Insgesamt ein „anspruchsvolles Programm, das durchaus Anleihen bei gymnasialen Schulen der Zeit aufwies, etwa der berühmten Ordnung von Johann Sturm in Straßburg.“ Bei der Gründung des ersten modernen Gymnasiums von Tallinn (1631) hielt Vestring die feierliche lateinische Inaugurationsansprache.

## Werke
- Discursus Theologicus De Potestate Ecclesiastica. Rostock 1617 (Digitalisat)